# Dekanat nowski
Dekanat nowski – jeden z 30 dekanatów w rzymskokatolickiej diecezji pelplińskiej.

## Parafie
W skład dekanatu wchodzi 12 parafii:
- parafia św. Małgorzaty Antiocheńskiej i Podwyższenia Krzyża Świętego – Bzowo
- parafia św. Teresy od Dzieciątka Jezus – Górna Grupa
- parafia św. Andrzeja Boboli – Kamionka
- parafia św. Barbary – Lalkowy
- parafia Najświętszej Maryi Panny Królowej Polski – Mątawy
- parafia św. Mateusza Apostoła – Nowe nad Wisłą
- parafia św. Jana Chrzciciela – Pieniążkowo
- parafia św. Wawrzyńca i Matki Kościoła – Płochocin
- parafia Ciała i Krwi Pańskiej – Smętowo Graniczne
- parafia Niepokalanego Serca Maryi – Warlubie
- parafia św. Bartłomieja Apostoła – Wielki Komorsk
- parafia św. Jakuba Apostoła – Wielki Lubień

## Sąsiednie dekanaty
Gniew, Grudziądz I (diec. toruńska), Grudziądz II (diec. toruńska), Jeżewo, Kwidzyn – Śródmieście (diec. elbląska), Skórcz, Świecie nad Wisłą